# Svetovno prvenstvo športnih dirkalnikov sezona 1953
Svetovno prvenstvo športnih dirkalnikov 1953 je bila prva sezona Svetovnega prvenstva športnih dirkalnikov, ki je potekalo med 8. marcem in 23. novembrom 1953. Naslov konstruktorskega prvaka je osvojil Ferrari.

## Spored dirk
| Št | Ime                       | Dirkališče                    | Datum               |
| -- | ------------------------- | ----------------------------- | ------------------- |
| 1  | 12 ur Sebringa            | Sebring International Raceway | 8. marec            |
| 2  | Mille Miglia              | Brescia                       | 26. april           |
| 3  | 24 ur Le Mansa            | Circuit de la Sarthe          | 13. junij 14. junij |
| 4  | 24 ur Spaja               | Circuit de Spa-Francorchamps  | 25. julij 26. julij |
| 5  | ADAC 1000 km Nürburgringa | Nürburgring                   | 30. avgust          |
| 6  | Dundrod 150               | Dundrod                       | 5. september        |
| 7  | Carrera Panamericana      | Veracruz                      | 23. november        |

## Rezultati

### Po dirkah
| Št | Dirkališče        | Zmag. moštvo                     | Poročilo |
| Št | Dirkališče        | Zmag. dirkača                    | Poročilo |
| -- | ----------------- | -------------------------------- | -------- |
| 1  | Sebring           | #57 Briggs Cunningham            | Poročilo |
| 1  | Sebring           | Phil Walters John Fitch          | Poročilo |
| 2  | Brescia           | #547 Scuderia Ferrari            | Poročilo |
| 2  | Brescia           | Giannino Marzotto Marco Crosara  | Poročilo |
| 3  | La Sarthe         | #18 Jaguar Cars, Ltd.            | Poročilo |
| 3  | La Sarthe         | Tony Rolt Duncan Hamilton        | Poročilo |
| 4  | Spa-Francorchamps | #8 Scuderia Ferrari              | Poročilo |
| 4  | Spa-Francorchamps | Giuseppe Farina Mike Hawthorn    | Poročilo |
| 5  | Nürburgring       | #1 Scuderia Ferrari              | Poročilo |
| 5  | Nürburgring       | Alberto Ascari Giuseppe Farina   | Poročilo |
| 6  | Dundrod           | #20 Aston Martin Ltd.            | Poročilo |
| 6  | Dundrod           | Peter Collins Pat Griffith       | Poročilo |
| 7  | Veracruz          | #36 Scuderia Lancia              | Poročilo |
| 7  | Veracruz          | Juan Manuel Fangio Gino Bronzoni | Poročilo |

### Konstruktorsko prvenstvo
Točkovanje po sistemu 8-6-4-3-2-1, točke dobi le najbolje uvrščeni dirkalnik posameznega konstruktorja.
| Poz | Konstruktor  | 1. | 2. | 3. | 4. | 5. | 6. | 7. | Skupaj |
| --- | ------------ | -- | -- | -- | -- | -- | -- | -- | ------ |
| 1   | Ferrari      | 1  | 8  | 2  | 8  | 8  |    | 3  | 27     |
| 2   | Jaguar       | 4  |    | 8  | 6  | 6  | 4  |    | 24     |
| 3   | Aston Martin | 6  | 2  |    |    |    | 8  |    | 16     |
| 4   | Lancia       |    | 4  |    |    |    |    | 8  | 12     |
| 4   | Cunningham   | 8  |    | 4  |    |    |    |    | 12     |
| 6   | Alfa Romeo   |    | 6  |    |    |    |    |    | 6      |
| 7   | Borgward     |    |    |    |    | 4  |    |    | 4      |
| 8   | Porsche      |    |    |    |    | 3  |    |    | 3      |
| 8   | D.B.         |    |    |    | 3  |    |    |    | 3      |
| 10  | Veritas      |    |    |    |    | 2  |    |    | 2      |
| 10  | Talbot       |    |    |    |    |    |    | 2  | 2      |
| 10  | O.S.C.A.     | 2  |    |    |    |    |    |    | 2      |
| 13  | Gordini      |    |    | 1  |    |    |    |    | 1      |
| 13  | Frazer Nash  |    |    |    |    |    | 1  |    | 1      |